# Real Murcia CF
Real Murcia CF este un club de fotbal din Murcia, Spania care evoluează în Segunda División. Este clubul care a evoluat cele mai multe sezoane (50) în Segunda División.

## Jucători
| Nr. |        | Poziție | Jucător            |
| --- | ------ | ------- | ------------------ |
| 1   | Spania | P       | Alberto Cifuentes  |
| 2   | Spania | F       | Mario Marín        |
| 3   | Spania | F       | Oriol Lozano       |
| 4   | Spania | M       | Juan Aguilera      |
| 5   | Spania | F       | Jorge García       |
| 6   | Spania | F       | Óscar Sánchez      |
| 7   | Spania | F       | Francisco Molinero |
| 8   | Spania | M       | Pedro              |
| 9   | Spania | A       | Chando             |
| 10  | Spania | M       | Galder Cerrajería  |
| 11  | Spania | M       | Paco Sutil         |
| 12  | Spania | A       | Rubén Párraga      |
| 14  | Spania | A       | Iván Amaya         |

| Nr. |           | Poziție | Jucător          |
| --- | --------- | ------- | ---------------- |
| 15  | Spania    | A       | Luciano González |
| 16  | Chile     | M       | Manuel Iturra    |
| 17  | Spania    | A       | Kike             |
| 18  | Spania    | M       | Miguel Albiol    |
| 19  | Spania    | M       | Emilio Sánchez   |
| 20  | Spania    | M       | Richi            |
| 21  | Spania    | M       | Isaac Jové       |
| 22  | Spania    | A       | Borja González   |
| 23  | Argentina | A       | Cristian García  |
| 25  | Spania    | P       | Javi Jiménez     |
| 26  | Uruguay   | M       | Nico             |
| 32  | Spania    | A       | Samuel López     |

Ultima actualizare: 13 februarie 2012